# Euphorbia lioui
Euphorbia lioui es una especie de fanerógama perteneciente a la familia de las euforbiáceas.  Es originaria de  China.

## Taxonomía
Euphorbia lioui fue descrita por C.Y.Wu & S.J.Ma y publicado en Acta Botanica Yunnanica 14(4): 371–372, f. 1. 1992.
Etimología
Euphorbia: nombre genérico que deriva del médico griego del rey Juba II de Mauritania (52 a 50 a. C. - 23), Euphorbus, en su honor – o en alusión a su gran vientre –  ya que usaba médicamente Euphorbia resinifera. En 1753 Carlos Linneo asignó el nombre a todo el género.
lioui: epíteto otorgado en honor del botánico chino Liang Liou (1932 - ).